# Edvin Hagberg
Carl  Edvin Hagberg (ur. 31 lipca 1875 w Torpa, zm. 1 września 1947 w Sztokholmie) – szwedzki żeglarz, dwukrotny olimpijczyk.
Na regatach rozegranych podczas Letnich Igrzysk Olimpijskich 1908 wystąpił w klasie 8 metrów zajmując 5 pozycję. Załogę jachtu Saga tworzyli również John Carlsson, Hjalmar Lönnroth, Karl Ljungberg i August Olsson.
Cztery lata później zajął zaś 4. miejsce w klasie 6 metrów na jachcie Sass. Załogę uzupełniali wówczas Olof Mark i Jonas Jonsson.